# ماثيو فورد (لاعب هوكي جليد)
ماثيو فورد (بالإنجليزية: Matthew Ford)‏ هو لاعب هوكي جليد أمريكي، ولد في 9 أكتوبر 1984 في لوس أنجلوس في الولايات المتحدة.

## وصلات خارجية
- ماثيو فورد على موقع دوري الهوكي الوطني (الإنجليزية)
- ماثيو فورد على موقع EliteProspects.com (الإنجليزية)
- ماثيو فورد على موقع HockeyDB.com (الإنجليزية)